# Chico Mendes
Francisco Alves Mendes Filho, mais conhecido como Chico Mendes (Xapuri, 15 de dezembro de 1944 – Xapuri, 22 de dezembro de 1988), foi um seringueiro, sindicalista, ativista político brasileiro. Lutou a favor dos seringueiros da Bacia Amazônica, cuja subsistência dependia da preservação da floresta e das seringueiras nativas. Seu ativismo lhe trouxe reconhecimento internacional, ao mesmo tempo em que provocou a ira dos grandes fazendeiros locais que o assassinaram. Sua morte foi noticiada internacionalmente e provocou indignação no Brasil e exterior.
Entre 1987 e 1988, Chico Mendes foi premiado por seu ativismo, recebendo o Global 500 da Organização das Nações Unidas (ONU), na Inglaterra, e a Medalha de Meio Ambiente da Better World Society, nos Estados Unidos. Após a sua morte, prêmios, parques, institutos e memoriais foram criados para divulgar seu legado e homenagear o líder seringueiro, cujo legado tem influenciando uma geração de conservacionistas e legisladores em todo o mundo.

## Biografia
Chico Mendes nasceu no seringal Porto Rico em Xapuri, no Acre, em 15 de dezembro de 1944, filho do migrante cearense Francisco Alves Mendes e de Maria Rita Mendes. Começou no ofício de seringueiro ainda criança, acompanhando o pai em incursões pela mata. Aprendeu a ler aos 19 anos, já que na maioria dos seringais não havia escolas, e tampouco os proprietários de terras tinham intenção de implantá-las em suas propriedades. Segundo relato próprio, foi o militante comunista Euclides Távora, — que participara no levante comunista de 1935 em Fortaleza e na Revolução de 1952 na Bolívia —, que o ensinou a ler. Após retornar ao Brasil, Távora fixou residência em Xapuri, onde se tornou o alfabetizador de Mendes.

### Ativismo
A política implantada pelo regime militar na Amazônia, na década de 1970, foi responsável por fomentar conflitos de terra, já que a substituição da borracha pela pecuária intensificou a especulação fundiária (investimento e valorização econômica de propriedades pertencentes aos fazendeiros, dificultando o acesso de pequenos produtores às terras), além de ter aumentado a devastação ambiental, a fim de gerar pastos para a criação de gado.
A exploração dos seringueiros e a vida na pobreza geraram, em Chico Mendes, a necessidade de buscar meios para melhorar o trabalho nos seringais. A extração da borracha era pautada por relações desiguais que geravam miséria. Em seu sistema de troca de mercadorias industriais pelo produto (látex), conhecido por aviamento, o endividamento dos seringueiros era algo constante. Trabalhadores que se rebelavam eram punidos por policiais, assim como os donos dos seringais estabeleciam um regimento para castigos físicos aos seus subordinados que protestassem.
Chico Mendes iniciou a vida sindical em 1975, como secretário geral do Sindicato dos Trabalhadores Rurais de Brasiléia. A partir de 1976 participou ativamente das lutas dos seringueiros para impedir o desmatamento. A tática utilizada pelos manifestantes era o "empate" — manifestações pacíficas em que os seringueiros protegem as árvores com seus próprios corpos. Organizou também várias ações em defesa da posse da terra pelos habitantes nativos, os chamados posseiros. Os empates eram liderados pelo presidente do sindicato de Brasileia, Wilson Pinheiro que foi assassinado em 1980, dentro da sede do sindicato, como forma de represália ao movimento sindicalista.
Em 1977 participou da fundação do Sindicato dos Trabalhadores Rurais de Xapuri, sendo eleito vereador pelo Movimento Democrático Brasileiro (MDB) local. Recebe, então, as primeiras ameaças de morte por parte dos fazendeiros, o que lhe rende problemas com seu próprio partido, descompromissado com as causas pelas quais Chico Mendes lutava. Em 1979, usa seu mandato para promover um foro de discussões entre lideranças sindicais, populares e religiosas na Câmara Municipal de Xapuri. Acusado de subversão, é preso e torturado mas, sem apoio algum das lideranças políticas locais, não consegue registrar na Polícia a ocorrência da tortura da qual fora vítima.[carece de fontes?]
Ainda em 1977, Chico Mendes torna-se correspondente do jornal acreano da imprensa alternativa O Varadouro. Ele cooperava amplamente com o jornal, chegando a distribui-lo nos seringais. O jornal foi cancelado na edição 24, em dezembro de 1981.

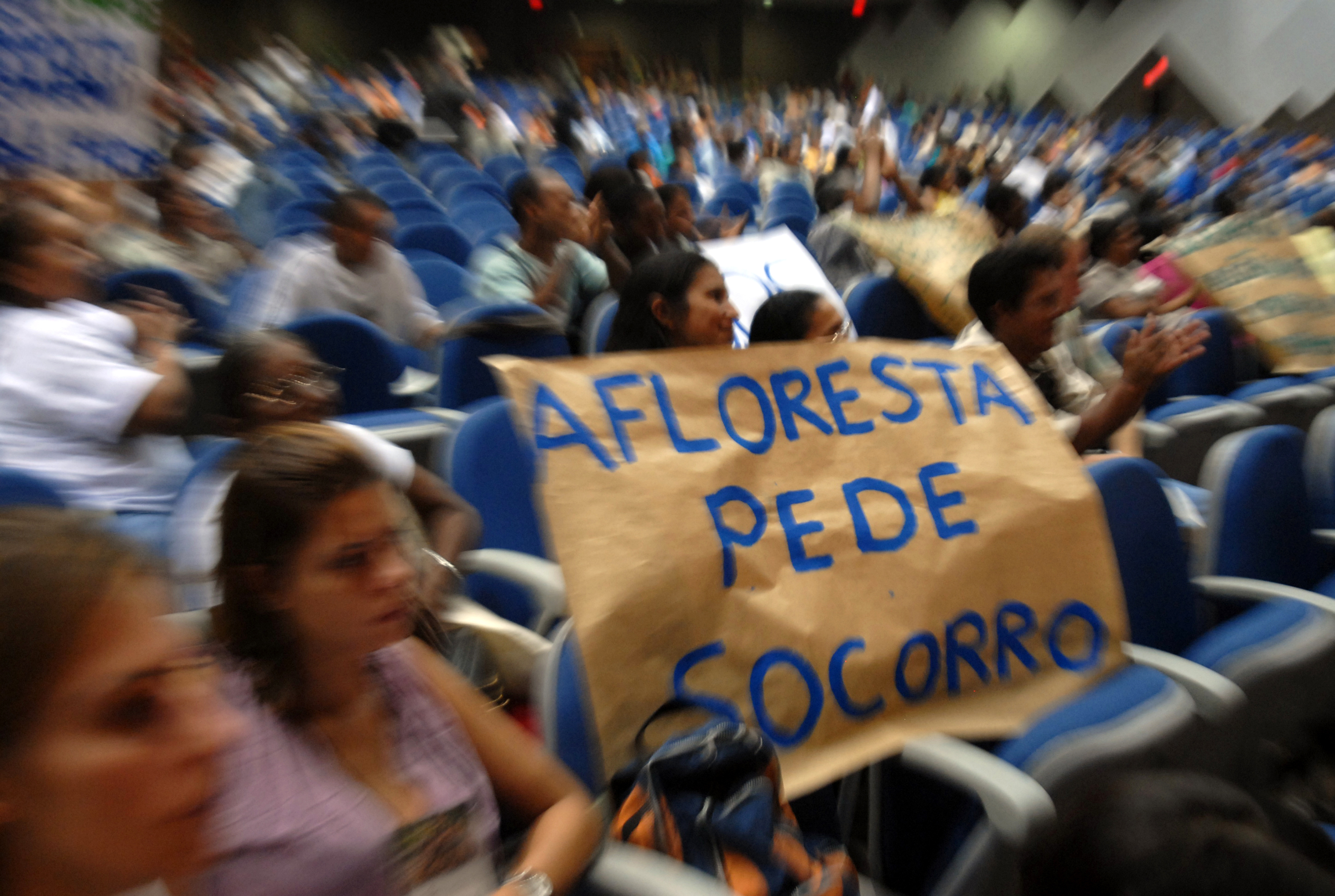
Representantes dos povos da floresta (seringueiros, índios, quilombolas) apresentam reivindicações durante 2º Encontro Nacional, em Brasília.

Em 1980, Chico Mendes ajudou a fundar o Partido dos Trabalhadores, sendo uma de suas principais lideranças no Acre e tendo participado de comícios ao lado de Luiz Inácio Lula da Silva na região. No mesmo ano, é enquadrado na Lei de Segurança Nacional como "subversivo" a pedido de fazendeiros da região, que tentaram manchar sua reputação alegando que ele teria incitado o assassinato de um capataz de fazenda por vingança ao assassinato do então presidente do Sindicato dos Trabalhadores de Brasiléia, Wilson Sousa Pinheiro. Em 1981 Chico Mendes assumiu a direção do Sindicato de Xapuri, do qual foi presidente até sua morte. Candidato a deputado estadual pelo PT em 1982, não conseguiu se eleger. Em 1984, foi julgado pelo Tribunal Militar de Manaus e absolvido por falta de provas.
Em outubro de 1985, Chico Mendes liderou o 1º Encontro Nacional de Seringueiros, durante o qual foi criado o Conselho Nacional dos Seringueiros (CNS), que se tornou a principal referência da categoria. Sob sua liderança, a luta dos seringueiros pela preservação do seu modo de vida adquiriu grande repercussão nacional e internacional. Do encontro saiu a proposta de criar uma "União dos Povos da Floresta", que buscava unir os interesses de indígenas, seringueiros, castanheiros, pequenos pescadores, quebradeiras de coco e populações ribeirinhas, através da criação de reservas extrativistas. Essas reservas preservariam as áreas indígenas e a floresta, além de ser um mecanismo de promover a reforma agrária desejada pelos seringueiros. Chico Mendes forjou, então, uma aliança com os índios amazônicos, o que levou o governo a criar reservas florestais para a colheita não-predatória de matérias-primas como o látex e a castanha do pará.
Em 1986, concorreu novamente ao cargo de deputado estadual pelo PT, mas não conseguiu se eleger. Seus companheiros de chapa eram Marina Silva (deputada federal), José Marques de Sousa, o Matias (senador) e Hélio Pimenta (governador), que também não foram eleitos. No ano seguinte, Chico Mendes recebeu a visita de alguns membros da Organização das Nações Unidas (ONU) em Xapuri. Denunciou-lhes que projetos financiados por bancos estrangeiros estavam levando à devastação da floresta e à expulsão dos seringueiros. Dois meses depois, levou estas denúncias ao Senado dos Estados Unidos e à reunião de um dos bancos financiadores do projeto, o Banco Interamericano de Desenvolvimento (BID). Os financiamentos a tais projetos acabaram sendo suspensos e Chico Mendes foi acusado por fazendeiros e políticos locais de "prejudicar o progresso", acusações que não convencem a opinião pública internacional. Alguns meses depois, recebeu vários prêmios internacionais, dentre eles o Global 500, oferecido pela ONU por sua luta em defesa do meio ambiente.
Ao longo do ano de 1988, Chico Mendes participou da implantação das primeiras reservas extrativistas do Estado do Acre. Ameaçado e perseguido pelos membros da então recém-criada União Democrática Ruralista (UDR), percorreu o Brasil participando de seminários, palestras e congressos onde denunciava as intimidações que os seringueiros estavam sofrendo. Após a desapropriação do Seringal Cachoeira, de Darly Alves da Silva, agravaram-se as ameaças de morte contra Chico Mendes que, por várias vezes, veio a público denunciar seus intimidadores. Ele deixou claro às autoridades policiais e governamentais que estava correndo risco de morte e que precisava de proteção, mas seus alertas foram minimizados pela imprensa. No 3º Congresso Nacional da Central Única dos Trabalhadores (CUT), voltou a denunciar sua situação. Atribuiu a responsabilidade pelo aumento da violência no campo ao advento da UDR. A tese que apresentou em nome do Sindicato de Xapuri, Em Defesa dos Povos da Floresta, foi aprovada por aclamação pelos quase seis mil delegados presentes. Ao término do Congresso, Mendes foi eleito suplente na direção nacional da CUT. Assumiria também a presidência do Conselho Nacional dos Seringueiros a partir do 2º Encontro Nacional da categoria, marcado para março de 1989, porém não sobreviveu até aquela data.[carece de fontes?]

### Morte

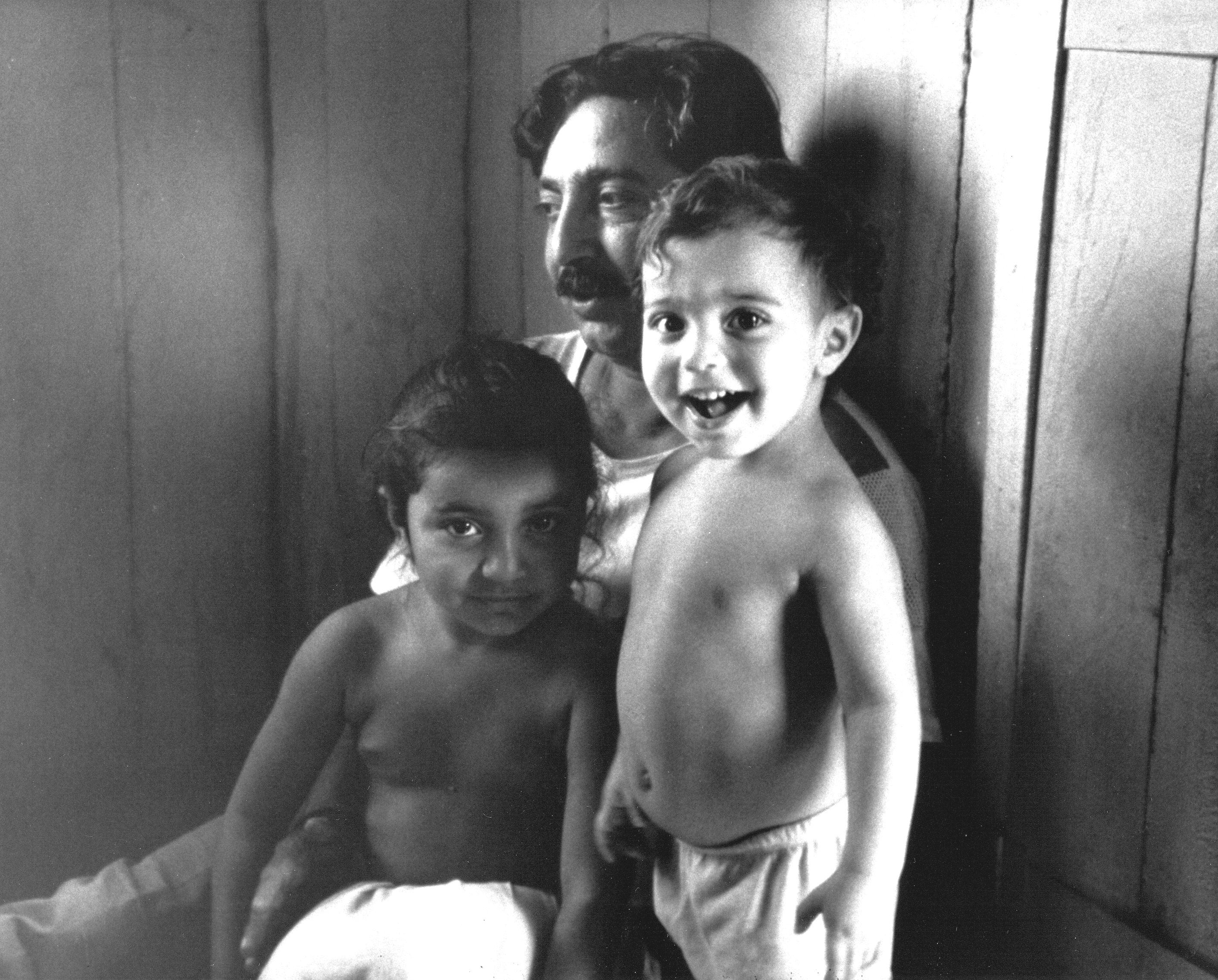
Chico Mendes em sua casa, em Xapuri (AC), com seus dois filhos, Elenira e Sandino Mendes

Ao longo da sua luta pela preservação do meio ambiente e melhores condições de trabalho para os seringueiros, Chico Mendes foi alvo de ameaças de morte por sua militância, principalmente ao ganhar notoriedade na política e respeito internacional. O sindicalista chegou a contar com escolta policial para garantir sua segurança.
Em 22 de dezembro de 1988, exatamente uma semana após completar 44 anos, Chico Mendes foi assassinado com tiros de escopeta no peito na porta dos fundos de sua casa, quando saía para tomar banho, disparados por Darci Alves, o qual cumpria ordens de seu pai, Darly Alves, grileiro de terras da região. Quatro dias antes da morte do ativista, o Jornal do Brasil se recusou a publicar uma entrevista na qual Chico Mendes denunciava as ameaças de morte que havia recebido. A direção do jornal considerou que o entrevistado era desconhecido do grande público e que politizava demais a questão ambiental, optando por não publicar a matéria. Com a consumação das ameaças, o jornal finalmente publicou a entrevista, que seria a última de Chico Mendes, no 1º caderno da edição de Natal daquele ano, seguida de um editorial na primeira página, algo um tanto incomum.
Após o assassinato do líder extrativista mais de trinta entidades — sindicalistas, religiosas, políticas, de direitos humanos e ambientalistas — se reuniram para formar o Comitê Chico Mendes. Elas exigiam, através de articulação nacional e internacional e de pressão aos órgãos estatais, que os autores do crime fossem punidos. Em dezembro de 1990, a justiça condenou os fazendeiros Darly Alves da Silva e seu filho, Darcy Alves Ferreira a 19 anos de prisão pela morte de Chico Mendes. A principal testemunha do caso foi um empregado de 13 anos da fazenda de Darly, Genésio Ferreira da Silva. Em fevereiro de 1992, eles conseguiram um novo julgamento através da acusação de que o caso da promotoria tinha sido enviesado. No entanto, a condenação foi mantida e eles permaneceram na cadeia. Darly e Darcy fugiram da cadeia em fevereiro de 1993. Darly foi capturado em junho de 1996 e Darcy em novembro de 1996. Darly escondeu-se num assentamento do Instituto Nacional de Colonização e Reforma Agrária (INCRA) no interior do Pará e chegou a obter financiamento público do Banco da Amazônia sob falsa identidade. O crime de falsidade ideológica rendeu-lhe uma segunda condenação de dois anos e 8 meses de prisão.
A pressão da imprensa e da opinião pública fizeram Darly, Darci e um irmão do fazendeiro, Alvarino Alves da Silva (sua participação nunca foi comprovada), serem julgados por júri popular. Pai e filho foram condenados à prisão em 1990, com pena de 19 anos, fato considerado inédito na justiça rural no Brasil.
Em 28 de fevereiro de 2024, um dos assassinos de Chico Mendes, Darci Alves Pereira, assumiu a presidência do Partido Liberal (PL) em Medicilândia, município do sudoeste do Pará. No mesmo dia, o partido informou que ele foi destituído do cargo. Valdemar da Costa Neto, presidente nacional do partido, disse que "não tinha conhecimento" sobre assassino de Chico Mendes ter assumido presidência do partido em cidade no Pará.

### Legado
Chico Mendes lutava por uma reforma agrária que possibilitasse aos extrativistas e seringueiros a geração de renda sem a devastação da floresta, resultando no uso sustentável dos recursos. Em 1985, mais de 100 seringueiros criaram o Conselho Nacional dos Seringueiros (CNS), entidade representativa que teve como proposta a fundação das Reservas Extrativistas. A primeira foi fundada a 80 km de Rio Branco-AC, contando com 40 mil hectares.
A morte de Chico Mendes evidenciou a urgência de ações conservacionistas para a preservação da Amazônia e o fim dos conflitos por terra. Com base na pressão internacional, fundou-se a Reserva Extrativista Chico Mendes (Resex), em 1990, exemplo seguido por outras. Referência para o mundo, a Resex alcança as cidades de Assis Brasil, Brasileia, Capixaba, Epitaciolândia, Sena Madureira, Xapuri e Rio Branco; tem cerca de 970 mil quilômetros de floresta e quase 1 milhão de hectares.
As reservas extrativistas sofrem, ainda, com a devastação de algumas partes para a criação de gado, atividade considerada mais rentável em relação ao cultivo de outros produtos naturais. No entanto, locais como a Resex permitem que a maior porcentagem da floresta mantenha-se a salvo, assim como permitem a proteção aos produtores locais e aos povos indígenas.

### Família

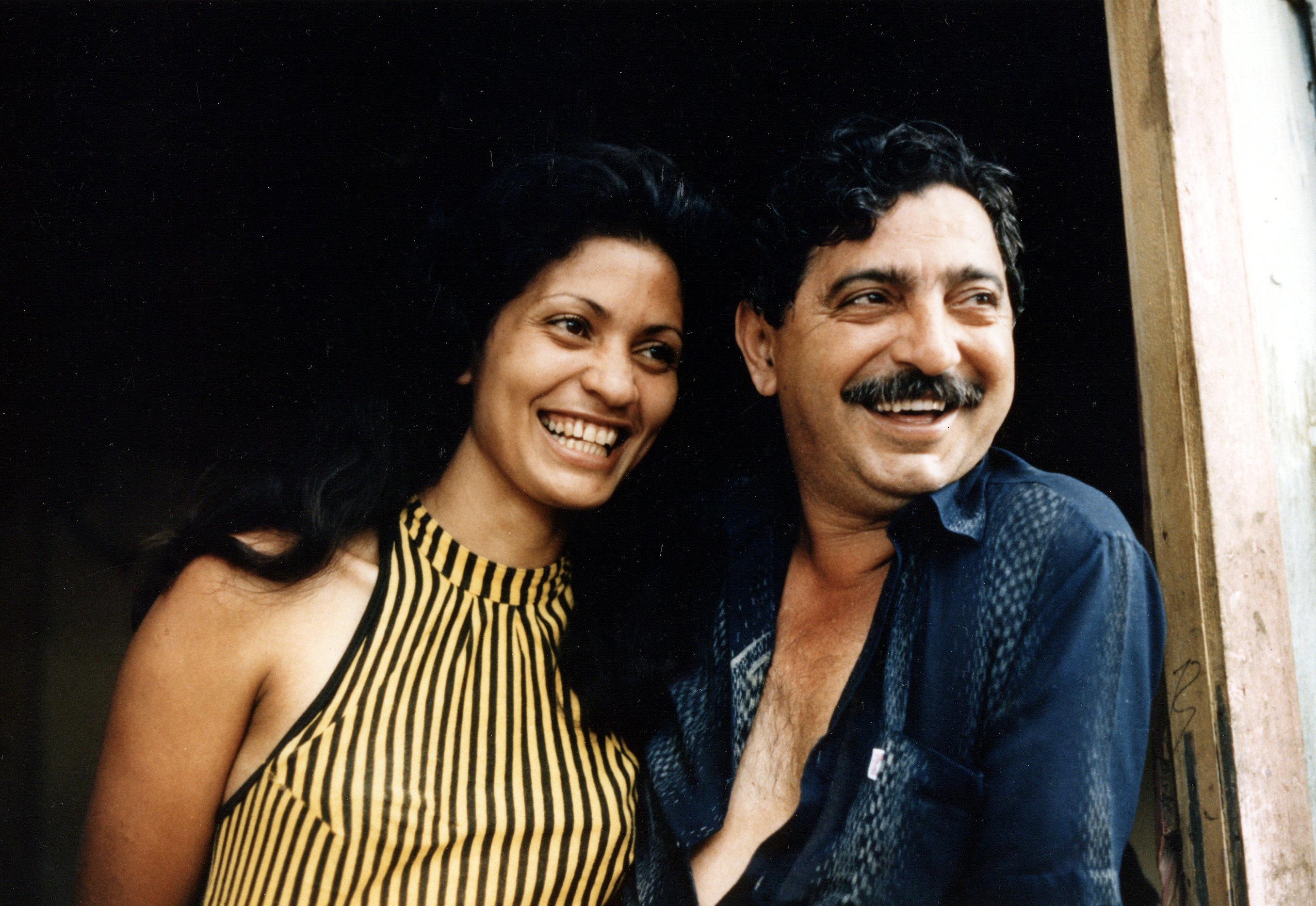
Chico Mendes e sua esposa Ilsamar Mendes, 1988

Na época de sua morte, Chico era casado com Ilzamar Mendes, com quem tinha dois filhos, Sandino e Elenira, de dois e quatro anos de idade, respectivamente. Além disso, possuía uma outra filha do primeiro casamento, Ângela, na época com 19 anos. Ilzamar e Elenira criaram a ONG Instituto Chico Mendes com o intuito de desenvolver projetos socioambientais no Acre.

## Homenagens
Em 1989, o Grupo Tortura Nunca Mais, uma ONG brasileira de defesa dos direitos humanos, criou o prêmio Medalha Chico Mendes de Resistência, uma homenagem não só ao próprio Chico Mendes, mas também a todas as pessoas ou grupos que lutam pela consolidação dos direitos humanos no país. O prêmio é entregue todos os anos e já foi recebido por personalidades como Oscar Niemeyer (1989), Dom Paulo Evaristo Arns (1989), Luiza Erundina (1991), Barbosa Lima Sobrinho (1992), Herbert de Sousa (1994), Paulo Freire (1994), Alceu Amoroso Lima (1995), Luís Fernando Veríssimo (1996), Jaime Wright (1997), Hélio Bicudo (2006) e Brad Will (2008) e organizações como Human Rights Watch (1996), Anistia Internacional (2004), Ordem dos Advogados do Brasil (2004), Movimento dos Trabalhadores Rurais Sem Terra (2005) e o Centro de Mídia Independente (2008).

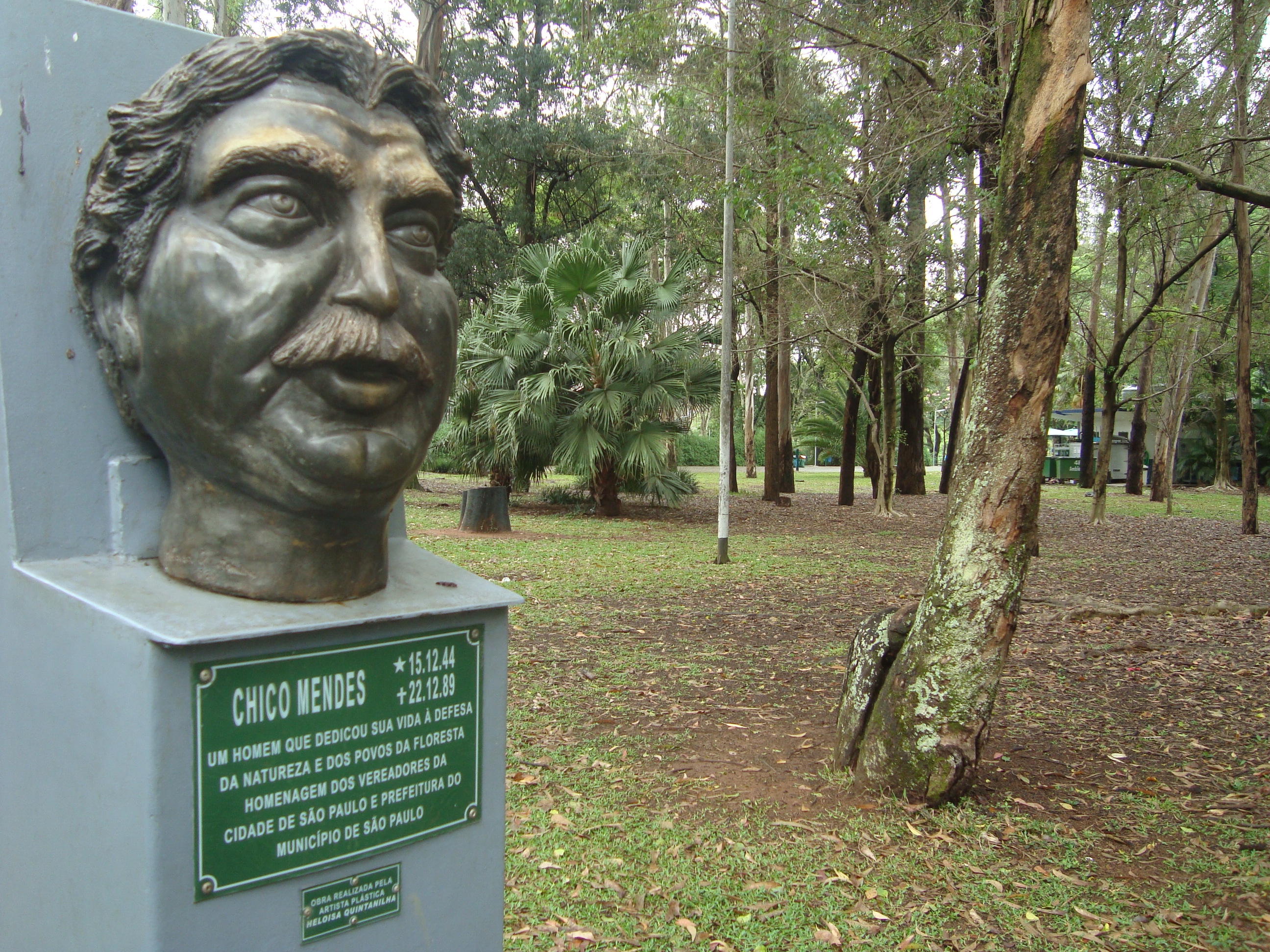
Busto no Parque Ibirapuera, São Paulo

Também em 1989 o ex-beatle Paul McCartney lançou a faixa "How Many People", em homenagem ao seringueiro, no álbum Flowers in the Dirt. O compositor Clare Fischer, que havia fornecido os arranjos orquestrais para o álbum de McCartney, dedicou a faixa "Xapuri", de seu álbum Lembranças (Remembrances), lançado no mesmo ano, à memória de Chico Mendes. Pepeu Gomes, guitarrista brasileiro, também nesse mesmo ano lançou a música "Amazônia" de seu álbum "Instrumental On The Road" dedicada a Chico Mendes. Em 1994, a HBO transmitiu o premiado telefilme The Burning Season, que narrava as lutas do seringueiro e trazia Raúl Juliá no papel de Chico Mendes. No ano seguinte, o grupo mexicano de rock Maná homenageou Mendes na faixa "Cuando los Ángeles Lloran", presente no álbum homônimo. E em 1996 foi a vez da banda de heavy metal brasileira Sepultura homenagear o seringueiro com a faixa "Ambush", presente no álbum Roots.[carece de fontes?]
Em 2007, a então ministra do meio-ambiente Marina Silva criou o Instituto Chico Mendes de Conservação da Biodiversidade (ICMBio), uma autarquia responsável pela gestão do Sistema Nacional de Unidades de Conservação da Natureza. Em 10 de dezembro de 2008, a Comissão de Anistia do Ministério da Justiça aprovou, em Rio Branco, a condição de perseguido político de Chico Mendes. O pedido de anistia havia sido protocolado pela viúva Ilzamar Mendes em 2005. Isso garante à sua família receber uma indenização por parte do Estado. Em 2009, o Ministério Público do Acre acusou a viúva de Chico Mendes, Ilzamar, e a filha do casal, Elenira, de improbidade administrativa. Segundo a denúncia, as verbas recebidas pela ONG Instituto Chico Mendes para o desenvolvimento de projetos sociais e ambientais estavam sendo desviadas. Ilzamar foi acusada pela própria irmã de ser funcionária fantasma da ONG.
Ainda hoje, Chico Mendes é reconhecido como um dos maiores brasileiros de todos os tempos. Seu nome aguarda inscrição no Panteão da Pátria e da Liberdade em Brasília desde 2004 e, em julho de 2012, foi eleito o 28° maior brasileiro de todos os tempos em votação realizada pelo SBT. Além disso, Chico Mendes faz parte do calendário de santos da Igreja Episcopal Anglicana do Brasil como testemunha profética, sendo sua festa litúrgica comemorada no dia 22 de dezembro.
Em 2013, uma nova espécie de pássaro — Zimmerius chicomendesi — foi nomeada em homenagem a Chico Mendes.
Em 15 de dezembro de 2015, em seu 71º aniversário a empresa Google o homenageou com um doodle.

## Na cultura popular
O ativismo de Chico Mendes e a sua importância para a sociedade foram alvos de curiosidade da imprensa e do cinema, resultando em diversos filmes, programas especiais, músicas e documentários.

### Músicas
- Xote Ecológico (1989): faixa de Xote, cantada por Luiz Gonzaga, o Rei do Baião. Na música, faz uma denuncia ao desmatamento e a poluição, chegando homenagear Chico Mendes em um trecho.

### Documentários
- Chico Mendes: eu quero viver (1987): produzido pelo cineasta Adrian Cowell, após ter acompanhado o cotidiano do sindicalista em Xapuri. Uma das obras mais conhecidas, com alcance internacional.
- A história de Chico Mendes; Roteiro e direção de Dulce Queiroz.
- Chico Mendes - o preço da floresta (2010); Documentário exibido no canal Discovery Brasil, direção de Rodrigo Astiz.
- Chico Mendes - a voz da Amazônia (1989); Produzido e dirigido por Miranda Smith.
- Genésio - um pássaro sem rumo: a única testemunha do assassinato de Chico Mendes. (2018) Dirigido por Maria Fernanda Ribeiro.[37]

### Filmes
- The Burning Season (1994); Filme para televisão da HBO, dirigido por John Frankenheimer. em que foi interpretado pelo tespiano porto-riquenho Raúl Juliá. Além de receber um Screen Actors Guild Award, o filme foi indicado a 4 prêmios Globo de Ouro vencendo 3 deles.[38]

### Televisão
- Amazônia, de Galvez a Chico Mendes (2007), minissérie da Rede Globo, escrita por Gloria Perez, em que foi interpretado por Cássio Gabus Mendes.